# William Atherton
William Atherton, född 30 juli 1947 i Orange i Connecticut, är en amerikansk skådespelare. Han fick sitt stora genombrott i filmer som Sugarland Express (1974) och Gräshopporna (The Day of the Locust, 1975). Han är även känd för rollen som journalisten Richard Thornburg i Die Hard och Die Hard 2. Exempel på andra filmer Atherton har medverkat i är Ghostbusters – Spökligan och Den siste samurajen.

## Filmografi (i urval)
- 1973 – Tre kompisar
- 1974 – Sugarland Express
- 1975 – Gräshopporna
- 1978–1979 – Kampen om Colorado (TV-serie)
- 1984 – Ghostbusters – Spökligan
- 1985 – Snilleskolan
- 1988 – Die Hard
- 1990 – Die Hard 2
- 1993 – Pelikanfallet
- 2000 – The Crow: Salvation
- 2003 – Den siste samurajen
- 2005 – Into the Sun
- 2024 – Ghostbusters: Frozen City